# Tom Brier
Pour les articles homonymes, voir Brier (homonymie).
Tom Brier, né en octobre 1971 à Oakdale, est un pianiste et compositeur américain de ragtime.

## Biographie

### Enfance et études
Tom Brier est né à Oakdale, en Californie. À l’âge de quatre ans, ses parents lui achètent un piano mécanique. Très vite, Tom commence à jouer à l’oreille les chansons qu’il écoute. À cinq ans, il commence à prendre des leçons de piano avec un professeur local. 
Après le Lycée, Brier s’inscrit à l’Université d’État de Californie de Turlock, où il sera diplômé en Technologie de l’Information en 1993. Depuis, il a travaillé dans le comté de Sacramento comme programmeur et designer. Avec son travail, il compose de la musique pour piano et se produit dans de nombreux événements musicaux.

### Carrière
En 1985, Brier éveille l’intérêt du président de l’Association Ragtime de Sacramento. Il fut donc invité aux réunions de l’association. Les exécutions particulières de Brier sur des classiques du ragtime attirent vite l’attention générale des préposés aux travaux. Il fut tout particulièrement acclamé pour sa connaissance profonde des compositions primitives du genre. Brier a joué principalement dans les événements de musique de ragtime sur la côte ouest des États-Unis. Par exemple, il a joué pour la première fois au West Coast Ragtime Festival en 1989. Il a joué sous sédatifs dans le Missouri, à Phoenix, en Arizona et à Indianapolis. Il conçut sa première composition originale de ragtime à l’âge de 11 ans en 1982. En 2006, il avait à son actif plus de 150 compositions. Depuis lors, sa production a atteint et dépassé plus de 200 compositions, dont la moitié sont des morceaux de ragtime. Elle couvre une large gamme de sous-espèces de ragtime (par exemple le ragtime classique, le stride Piano, le Fox trot). Il a également travaillé avec plusieurs compositeurs, comme Eric Marchese, Neil Blaze, Gil Lieberknecht et kathi Backus. 
Il doit une grande partie de sa popularité auprès du grand public à une série de vidéos publiées sur YouTube depuis 2008 où il se produit, en lecture à vue, dans les revisitations en mode ragtime des bandes sonores des jeux vidéo de Koji Kondo, recueillant des millions de vues.

### Accident
Le 6 août 2016, Tom Brier est impliqué dans un terrible accident de voiture : une Chevrolet Silverado a violemment heurté l’arrière de sa voiture, le faisant basculer vers le pare-brise. Lors de l’impact, Brier a subi, entre autres, d’importants dommages neurologiques. Resté dans le coma pendant un certain temps, il est depuis suivi par une équipe de médecins qui s’occupent de la récupération de ses facultés vocales et physiques, gravement compromises par l’impact.
Il est incapable de marcher et ne peut prononcer que quelques mots.Il récupère peu à peu ses facultés motrices, mais il ne retrouvera malheureusement jamais la dextérité d'avant l'accident.

## Discographie

### Albums
- Rising Star (1994)
- Generic (1997)
- Pianola (2000)
- Dualing at the McCoys (2002) – con Nan Bostickin
- Skeletons (2003)
- Rewind (2006)
- Blue Sahara (2009)
- Constellations (2012)
- Live in Concert (2015)